# Physiological Reports
Physiological Reports è una rivista scientifica ad accesso aperto, online e sottoposta a revisione paritaria, che si occupa di ricerche originali in tutti i settori della fisiologia. 
È pubblicata dalla casa editrice Wiley-Blackwell per conto della The Physiological Society e dell'American Physiological Society.
La rivista è stata fondata nel 2013. Susan Wray (Università di Liverpool) è stata la prima caporedattrice fino al 2017. 
Oltre a ricevere contributi diretti, la rivista riceve manoscritti "a cascata" dalle riviste delle società proprietarie (American Journal of Physiology, Experimental Physiology e The Journal of Physiology). Dal 2015 riceve anche articoli a cascata da Acta Physiologica, una pubblicazione della Scandinavian Physiological Society. 
Gli abstract e gli articoli sono indicizzati da: Index Medicus/MEDLINE/PubMed.